# Vic Elford

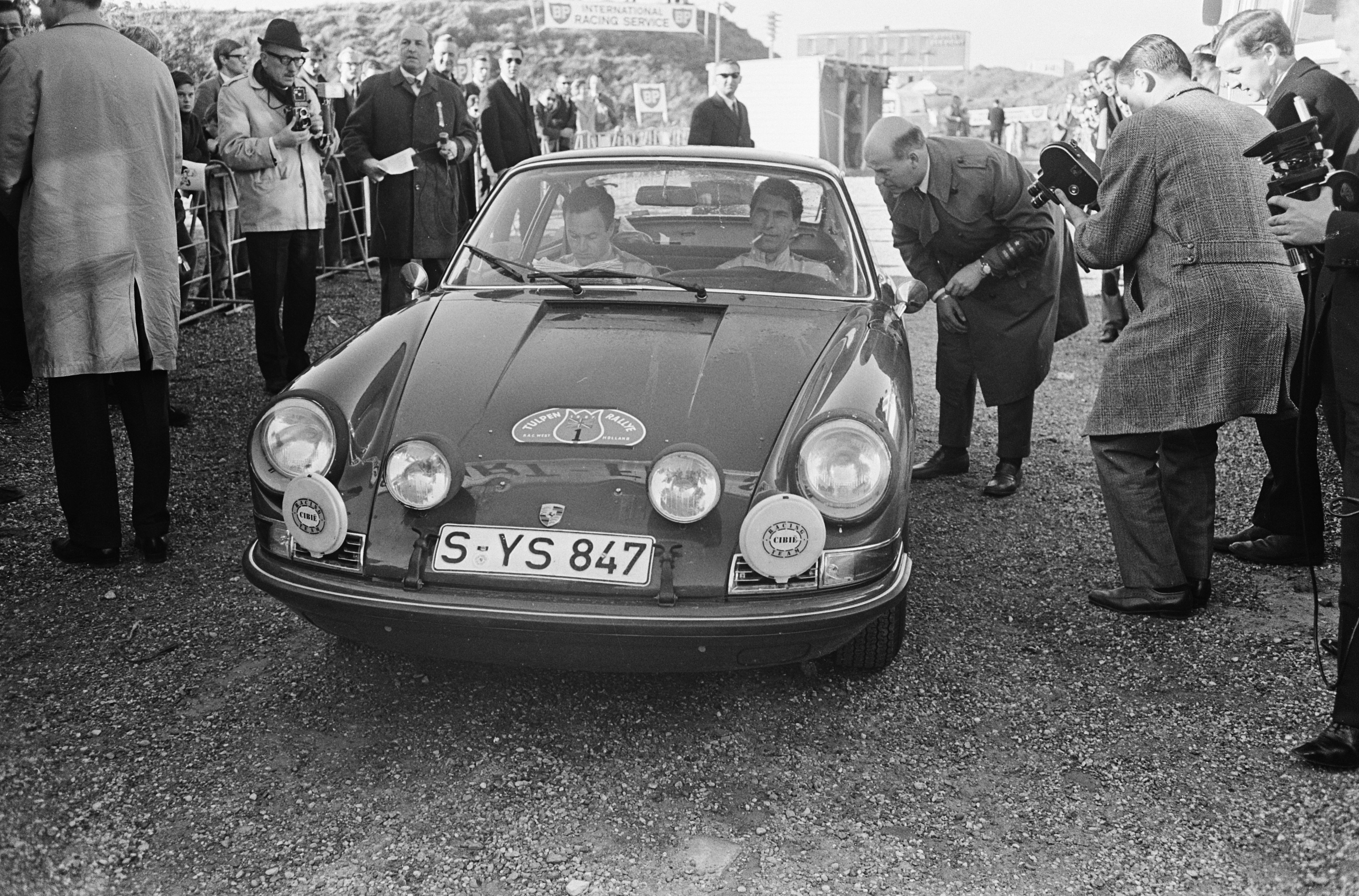
Vic Elford (za kierownicą) i David Stone podczas startu do wygranego Rajdu Tulipanów 1967 rozgrywanego w ramach ERC 1967

Vic Elford (ur. 10 czerwca 1935 w Londynie, zm. 13 marca 2022) – brytyjski kierowca wyścigowy, w latach 1968–1969, 1971 startował w wyścigach Formuły 1. Jeździł w bolidach zespołów Colin Crabbe Racing, Cooper i BRM. Wystartował w 13 wyścigach Formuły 1, zdobywając łącznie 8 punktów.
Poza Formułą 1 Elford startował w wyścigach 24-godzinnym Le Mans, 24-godzinnym Daytona, Can-Am, Daytona 500 oraz NASCAR.
Elford mieszkał na południu Florydy.

## Starty w Formule 1

### Statystyki
| Legenda oznaczeń w tabelach wyników Wyświetl szablon na nowej stronie | Legenda oznaczeń w tabelach wyników Wyświetl szablon na nowej stronie                                                                     |
| Oznaczenie                                                            | Wyjaśnienie |
| --------------------------------------------------------------------- | --- |
| Złoty                                                                 | Zwycięzca lub mistrzostwo |
| Srebrny                                                               | 2. miejsce lub wicemistrzostwo |
| Brązowy                                                               | 3. miejsce lub II wicemistrzostwo |
| Zielony                                                               | Ukończył, punktował (w klasyfikacji generalnej, gdy zdobył co najmniej jeden punkt na przestrzeni sezonu, poza trzema powyższymi opcjami) |
| Niebieski                                                             | Ukończył, nie punktował (w klasyfikacji generalnej, gdy nie zdobył co najmniej jednego punktu na przestrzeni sezonu)                      |
| Czerwony                                                              | Nie zakwalifikował się (NZ) |
| Czerwony                                                              | Nie prekwalifikował się (NPK) |
| Różowy                                                                | Nie ukończył (NU) |
| Różowy                                                                | Niesklasyfikowany (NS) (w klasyfikacji generalnej, gdy nie został sklasyfikowany w żadnym wyścigu sezonu)                                 |
| Czarny                                                                | Zdyskwalifikowany (DK) |
| Czarny                                                                | Wykluczony (WYK/EX) |
| Biały                                                                 | Nie wystartował (NW) |
| Biały                                                                 | Kontuzjowany (K/INJ) |
| Biały                                                                 | Wyścig odwołany (OD/C) |
| Bez koloru                                                            | Został wycofany (WYC/WD) |
| Bez koloru                                                            | Nie przybył (NP/DNA) |
| Bez koloru                                                            | Nie brał udziału w treningach (NT/DNP) |
| Bez koloru                                                            | Nie został zgłoszony (–) |
| Pogrubienie                                                           | Start z pole position |
| Kursywa                                                               | Najszybsze okrążenie wyścigu |
| †                                                                     | Nie ukończył, ale jego rezultat został zaliczony ze względu na przejechanie więcej niż 90% dystansu wyścigu.                              |
| *                                                                     | Sezon w trakcie |
| 1/2/3                                                                 | Punktowana pozycja w sprincie kwalifikacyjnym                                                                                             |
| Lista systemów punktacji Formuły 1                                    | |

| Sezon | Zgł. | Starty | PKT | P. | P1 | P2 | P3 | Punkt. | PP | NO | NS | DK | Zespoły             |
| ----- | ---- | ------ | --- | -- | -- | -- | -- | ------ | -- | -- | -- | -- | ------------------- |
| 1968  | 7    | 7      | 5   | 18 | -  | -  | -  | 2      | -  | -  | 4  | -  | Cooper              |
| 1969  | 5    | 5      | 3   | 14 | -  | -  | -  | 2      | -  | -  | 1  | -  | Colin Crabbe Racing |
| 1971  | 1    | 1      | 0   | 31 | -  | -  | -  | -      | -  | -  | -  | -  | BRM                 |

| Sezony | Zgł. | Starty | PKT | Najwyższa pozycja (mistrzostwa) | P1 | P2 | P3 | Punkt. | PP | NO | NS | DK | Zespoły |
| ------ | ---- | ------ | --- | ------------------------------- | -- | -- | -- | ------ | -- | -- | -- | -- | ------- |
| 3      | 13   | 13     | 8   | 14                              | -  | -  | -  | 4      | -  | -  | 5  | -  | 3       |

### Podsumowanie startów
| Ważne wyścigi     | Ważne wyścigi                 |
| ----------------- | ----------------------------- |
| Debiut            | Grand Prix Francji 1968 (#1)  |
| Pierwsze punkty   | Grand Prix Francji 1968 (#1)  |
| Ostatni           | Grand Prix Niemiec 1971 (#13) |
| Najwyższe pozycje |                               |
| Kwalifikacje      | 5                             |
| Wyścig            | 4                             |